# Supercopa Italiana de Voleibol Masculino de 2009
A Supercopa Italiana de Voleibol Masculino de 2009 foi a 14ª edição desta competição organizada pela Lega Pallavolo Serie A, consórcio de clubes filiado à Federação Italiana de Voleibol (FIPAV) que ocorreu em 20 de setembro.
O Pallavolo Piacenza conquistou seu primeiro título da competição ao derrotar o Lube Macerata por 3 sets a 2. O ponteiro italiano Hristo Zlatanov foi eleito o melhor jogador da partida.

## Regulamento
O torneio foi disputado em partida única.

## Equipes participantes
| Equipe             | Qualificação                              |
| ------------------ | ----------------------------------------- |
| Pallavolo Piacenza | Campeão do Campeonato Italiano de 2008–09 |
| Lube Macerata      | Campeão da Copa Itália de 2008–09         |

## Resultado
| Data   | Hora  |                    | Placar |               | Set 1 | Set 2 | Set 3 | Set 4 | Set 5 | Total   | Relatório |
| ------ | ----- | ------------------ | ------ | ------------- | ----- | ----- | ----- | ----- | ----- | ------- | --------- |
| 20 set | 18:00 | Pallavolo Piacenza | 3–2    | Lube Macerata | 25–19 | 24–26 | 20–25 | 25–20 | 20–18 | 114–108 | Relatório |

## Premiação
| Supercopa Italiana de 2009           |
| Emília-Romanha                       |
| ------------------------------------ |
| Piemonte Volley Campeão (1.º título) |